# La Noria, Tacámbaro
La Noria är en ort i Mexiko.   Den ligger i kommunen Tacámbaro och delstaten Michoacán de Ocampo, i den södra delen av landet, 250 km väster om huvudstaden Mexico City. La Noria ligger 2 647 meter över havet och antalet invånare är 101.
Terrängen runt La Noria är lite bergig, och sluttar söderut. Runt La Noria är det ganska tätbefolkat, med 80 invånare per kvadratkilometer. Närmaste större samhälle är Tacámbaro de Codallos, 15,7 km söder om La Noria. I omgivningarna runt La Noria växer huvudsakligen savannskog.